# محمد بن علي (لاعب كرة قدم)
محمد بن علي هو لاعب كرة قدم تونسي في مركز الدفاع، ولد في 16 فبراير 1995 في أريانة في تونس. لعب مع النادي الرياضي الصفاقسي.

## وصلات خارجية
- محمد بن علي على موقع قاعدة بيانات كرة القدم.إي يو (الإنجليزية)